# القناص (مانغا)
القناص (باليابانية: ハンター×ハンター، بالروماجي: Hantā Hantā)، (بالإنجليزية: Hunter × Hunter، يُلفظ هنتر هنتر) هو مانغا ياباني من تأليف يوشيهيرو توغاشي، تدور حول قصة فتى يطمح إلى أن يكون صياداً بهدف البحث عن والده المختفي. تكون منها بعد ذلك مسلسل أنمي يحمل العنوان نفسه، استند في قصته على المجلدات الثمانية عشر الأولى للمانغا.
حققت المانغا نجاحاً على الصعيد العالمي، لاحتوائها على قصة فريدة وشخصيات مبتكرة على عادة توغاشي. تم عرض المانغا ضمن مجلة شونن جمب منذ عام 1998، حيث ظهرت لأول مرة في العدد الرابع عشر، وقد أصدرت 37 مجلداً تحتوي على 390 فصل حتى الآن. توقفت المانغا عن النشر لفترات عدة، نظراً لإصابة توغاشي بمرض منعه من استكمال عمله.
حُوِّلت المانغا إلى مسلسل أنمي مكوَّن من 62 حلقة و3 أجزاء أوفا مكونة من 30 حلقة من إنتاج شركة نيبون أنيميشن. عرض الأنمي لأول مرة على البث التلفزيوني الأرضي في اليابان يوم 6 أكتوبر 1999 على قناتي فوجي تي في وأنيماكس، ودبلج مركز الزهرة الأنمي والأوفا الأولى إلى العربية وعرض على قناة سبيستون وعدة قنوات عربية أخرى، وحاز إعجاب العديد من المشاهدين العرب، على الرغم من أنه تعرض لقص بعض المشاهد العنيفة وأخرى اعتبرها مركز الزهرة مخلة بالآداب الإسلامية، وغُيّرت بعض أحداث الأنمي الثانوية والحوارات.
في 2 أكتوبر 2011 بدأ عرض الإنتاج الجديد من الأنمي بواسطة أستوديو مادهاوس (بالإنجليزية: Madhouse)، نسخة أنمي جديدة تحتوي على إنتاج جديد للحلقات القديمة من الأنمي (المُنتجة في الأنمي السابق) إضافة إلى حلقات جديدة، وقد التزمت النسخة الثانية بأحداث المانغا فقط وانتهت عند الحلقة 148 في 23 سبتمبر 2014. عُرض الأنمي أسبوعيًا على تلفزيون نيبون (بالإنجليزية: Nippon Television)، ودُبلج إلى العربية بواسطة مركز الزهرة وبدأ عرضه على سبيستون في 3 يونيو 2021.
يدخل القناص ضمن تصنيف الشونين، وهو العمل الموجَّه إلى فئة المراهقين خاصة.
نجحت مانغا القناص نجاحًا كبيرًا، وأصبحت إحدى أكثر مانغا شوئيشا مبيعًا؛ حيث باعت أكثر من 84 مليون نسخة.

## القصة

### البداية
تبدأ القصة باكتشاف غون أن والده لا يزال حياً من قبل صياد غريب قدم إلى قريته، فانطلق في رحلة للبحث عن أبيه والحصول على رخصة الصيد عبر دخوله لامتحان الصيادين، متجاوزاً الصعاب العديدة التي كانت تواجهه بمساعدة أصدقائه الذين التقى بهم خلال رحلته.
تتميز القصة بحبكة فريدة من نوعها، وباعتمادها على بعضاً من الأخلاقيات كأساس لها، مثل الشجاعة والصداقة. كذلك، تنقسم القصة إلى عدة أجزاء، كل منها يمثل مرحلة معينة، تتميز باختلافها عن باقي الأجزاء، وبارتباطها معاً في الآن نفسه.

### امتحان الصيادين
هو أول جزء من السلسلة، يتناول الأحداث التي كانت تجري مع غون أثناء سعيه للحصول على رخصة الصيد لكي يصبح صياداً على غرار أبيه. يمر غون والممتحنون الآخرون بعدة امتحانات غريبة ومميتة في بعض الأحيان، هدفها هو قياس قدرات الصياد المختلفة. خلال هذا الجزء، يلتقي غون بثلاثة ممتحنين آخرين ويصادقهم، وهم كيلوا وكورابيكا وليوريو. أيضاً تصادف هذه المجموعة عدداً من الأشخاص، من بينهم الممتحنين ومجري الامتحان نفسه، الذين كان لهم تأثيراً في أدائهم في الامتحان.

### إنقاذ كيلوا
بعد إخراج كيلوا من امتحان الصيادين يشرع كلاً من غون، كورابيكا، ويوريو في البحث عنه بهدف إنقاذه من عائلته، وإخراجه من القصر الذي كانت تملكه عائلة زولديك. بعد المرور بعدة عوائق في ملكية عائلة زولديك، يتمكن الثلاثة من الوصول إلى كيلوا وإخراجه برضا والده. على إثر ذلك، ينطلق كلاً من كورابيكا ويوريو في سبيله، حيث صرح كورابيكا بنيته للبحث عن عمل حتى يحين موعد مزاد علني خاص وشهير، بينما أراد يوريو استكمال دراسته لكي يصبح طبيباً.

### برج السماء
يصل غون وكيلوا إلى برج شاهق في الطول، يحتوي على 251 طابقاً، ويدعى برج القوة. يمكن لجميع النزلاء فيه القتال على مدار الساعة للحصول على المال. في هذا الجزء، يلتقي الاثنان ببعض الشخصيات من الجزء الأول أثناء امتحان الصيد، من بينهم هيسوكا. كذلك، يلتقيان بمعلم كاراتيه يدعى وينغ وطالبه زوشي، فقام بتعليمهما أسلوب النين.

### عصابة ريودان
في هذا الجزء تجتمع الشخصيات الرئيسية الأربع من جديد في مدينة يوركشين، حيث أقيم مزاد علني ضخم يجمع بين وجهاء وأثرياء المجتمع. وتدور القصة بشكل رئيسي حول كورابيكا ورغبته في الانتقام من جماعة العناكب (جماعة ريودان) المكونة من مجموعة من اللصوص، عقاباً على قتلهم لأفراد قبيلته. وفي هذه الأثناء تقوم الشخصيات الثلاث الباقية بالبحث عن والد غون، حيث وجدوا دليلاً قد يقودهم إليه. يصاب كورابيكا ببعض الحالات النفسية الغريبة، ويحاول الموازنة بين عمله الجديد كحارس شخصي وهدفه في القضاء على جماعة ريودان. في نهاية هذا الجزء يتمكن كورابيكا من تحقيق غايته بمساعدة أصدقائه.

### جزيرة الطمع
يغادر كورابيكا وليوريو من جديد في هذا الجزء، ويستمر غون في البحث عن والده بمساعدة كيلوا. يدخل الاثنان إلى لعبة فيديو، ما هي إلا معبر للذهاب إلى جزيرة الجشع. مطورو هذا البرنامج هم مجموعة من الأشخاص الذين يتميزون بامتلاكهم لقدرات نين متطورة، ويعتقد أن قائدهم هو جين، والد غون. الغرض من اللعبة هي الحصول على أكبر عدد ممكن من مجموعة من البطاقات، والتي تتميز بامتلاكها لقدرات مختلفة. خلال هذه الرحلة، يلتقي غون وكيلوا ببيسكيت كروغر، والتي تبدو كفتاة صغيرة في سنهما تقريباً، بينما هي في الواقع امرأة ذات قوة كبيرة، تفوقهما في العمر بكثير. إلى جانب ذلك، يسافر كورورو، قائد عصابة ريودان إلى هذه الجزيرة، لاستخلاص الخنجر الذي غرزه كورابيكا في قلبه كي يقيد استخدامه لقدرة النين الخاصة به، وينضم أخ كيلوا الأكبر إلى هذه الجماعة كبديل لهيسوكا، حيث أنه يحمل نفس رقمه عندما كان عضواً في السابق، وكانت حجته هي استعادة كيلوا.

### نمل الكيميرا
تدور القصة في هذا الجزء حول حشرة غريبة تسمى بنملة الكيميرا، حيث تتغذى على الحيوانات والحشرات الأخرى وتنجب نملاً ذو خواص ومميزات الحيوانات التي تغذت عليها. كلف غون، كيلوا، وكايتو (الصياد الغريب الذي أخبر غون عن والده في الجزء الأول) بالتحقيق في هذا الأمر، خصوصاً بعد العثور على رجل الحشرة على شاطئ الجزيرة التي تسكنها، حيث بدأت في القضاء على مستوطني الجزيرة من البشر، وخلال محاربة غون وكيلوا وكايتو للنمل يلتقون بنملة قوية تدعى بيتو فيهرب غون وكيلوا ويتركون كايتو يقاتلها، وينهزم كايتو امامها وبعد ذلك يلتقون مجدداً ببيسكيت كروغر ويتدربان بمساعدتها للذهاب من أجل إنقاذ كايتو، بينما (نيتيرو) رئيس لجنة الصيادين يذهب لقتل ملك النمل، وفي قصر ملك النمل تدور معركة بين نيترو والملك وبين غون وبيتو ويفوز الملك على نيترو ويفوز غون على بيتو.

### الانتخابات وإنقاذ غون
يجتمع أعضاء الجيونيشين وهم الصيادون الذين يثق فيهم نيتيرو رئيس اللجنة ومن بينهم جين والد غون ليقرروا من سيرأس لجنة الصيادين بعد موت نيتيرو ويقررون بناءً على رأي جين أن كل صياد في العالم يستطيع ترشيح نفسه لمنصب الرئيس ويستطيع في نفس الوقت الانتخاب بينما على الجانب الآخر يذهب كيلوا إلى منزله ليحضر أخته ألوكا التي تملك قدرة تحقيق الأماني مقابل تنفيذ ثلاثة طلبات وذلك من أجل إنقاذ حياة غون الذي لم يستطع حتى أمهر الأطباء من علاجه.
ويعترض كيلوا أخوه ايلومي الذي يريد قتل إلوكا لأنه يراها خطرا على حياة عائلة الزولديك، ويتعاون مع هيسوكا لإنجاز هذا الأمر، لكن في النهاية يتم إنقاذ غون ويلتقي مع والده جين.

### بعثة القارة المظلمة
يبدأ هذا الفصل بحكاية ظهور ابن الرئيس السابق نيتيرو الذي سيقود فريقًا من المغامرين للذهاب إلى العالم الخارجي مع جين والد غون فهناك من دخل القارة المظلمة وهو نيتيرو وشخص من عائلة غون يدعى دون فريكس ألَّف كتابَين عن القارة المظلمة وما زال يكتب فيه عن القارة المظلمة.

## الشخصيات
يحتوي القناص على مجموعة متضاربة ومتباينة من الشخصيات، كل منها لها ميزتها وطباعها الخاصة، وهذا سمح للمانغا بأن تأخذ العديد من المنعطفات المفاجئة، مسردة بذلك خلفية الشخصية وأثرها على القصة بما يتناسب مع العالم الخيالي التي تعيش فيها. إضافة إلى ذلك، يمكن ملاحظة التنوع الثقافي والحضاري والأخلاقي في الشخصيات، واختلاف مستوياتها، إلى جانب حالاتها النفسية المتقلبة وطريقة تعاملها مع الصعوبات، والتي منحتها أبعاداً حقيقية إلى حد ما.
| الشخصية      | سلسلة 1999   | سلسلة 1999        | سلسلة 2011                                         | سلسلة 2011      |
| الشخصية      | العربي       | الياباني          | العربي                                             | الياباني        |
| ------------ | ------------ | ----------------- | -------------------------------------------------- | --------------- |
| غون فريكس    | أمل حويجة    | جونكو تاكيوتشي    | أمل حويجة                                          | ميغومي هان      |
| كيلوا زولديك | لينا ضوا     | كاناكو ميتسوهاشي  | الصوت الأول:أميرة الحذيفي، الصوت الثاني:غادة العمر | ماريا إيسي      |
| كورابيكا     | تغريد جرجور  | يوكي كايدا        | تغريد جرجور                                        | ميوكي ساواشيرو  |
| ليوريو       | زياد الرفاعي | هيزومي غودا       | محمد مصطفى                                         | كيجي فجيوارا    |
| هيسوكا       | محمد حداقي   | هيروكي تاكاهاشي   | مروان فرحات                                        | دايسكي ناميكاوا |
| هانزو        | محمد حداقي   | يوشيآكي ماتسوموتو | باسل الرفاعي                                       | دايسكي كيشيؤو   |

### الشخصيات الرئيسية

#### غون فريكس

غون

غون فريكس (باليابانية: ゴン＝フリークス، بالروماجي: Gon Furīkusu) فتى قروي في الثانية عشرة من عمره، طيب القلب وبريء، محب للمغامرة. له قدرة استثنائية أثناء التعامل مع الحيوانات، ويتميز بفطنته بالرغم من أنه قد يكون ساذجاً في بعض الأحيان. كان يعتقد بأن والده قد مات، بحسب ما قالته خالته ميتو، لذلك كان يعيش في كنف جدته وخالته. لكنه اكتشف أن والده لا يزال حياً، وأنه صياد محترف. لذلك بدأ غون رحلة البحث عن والده، واشترك في امتحان الصيادين، للحصول على بطاقة الاحتراف، وليعثر على والده جين فريكس. سلاحه غريب وغير اعتيادي، وهو عبارة عن صنارة صيد كانت ملكا لوالده بعد أن يتعلم أسلوب النين يتخلى عن صنارته ويطور هجومه الخاص، نوع النين الخاص به هو التعزيز.
الأداء الصوتي: ريكا ماتسموتو (الأوفا التجريبية)، جونكو تاكيوتشي (مسلسل 1999، باليابانية)، أمل حويجة (مسلسل 1999، بالعربية)، ميغومي هان (مسلسل 2011)

#### كيلوا زولديك

كيلوا

كيلوا زولديك (باليابانية: キルア＝ゾルディック، بالروماجي: Kirua Zorudikku)، طفل في عمر غون تقريباً، وهو صديقه المفضل. ينتمي إلى عائلة زولديك المشهورة بأفرادها من القتلة المأجورين. وقد ربي منذ صغره على أن يكون محب للطبيعة وقاتل مأجور محترف، ولذلك يبدو في الحلقات الأولى لظهوره ذو شخصية يعتريها نوعاً من القسوة واللامبالاة، كيلوا هو الوريث لعائله زولديك من بين اخوته الخمسة لكنه رغم هذا لا يريد أن يكون قاتلاً ولذلك يترك بيت عائلته ويرتحل مع غون، نوع الهاتسو لكيلوا هو التحويل.
الأداء الصوتي: كاناكو ميتسوهاشي (مسلسل 1999، باليابانية)، لينا ضوا (مسلسل 1999، بالعربية)، ماريا إيسي (مسلسل 2011)

#### كورابيكا

كورابيكا

كورابيكا (باليابانية: クラピカ، بالروماجي: Kurapika)، شاب متزن وحكيم، ويتميز بمعرفته الواسعة وقدرته على التحليل المنطقي. هو آخر فرد من قبيلته، قبيلة كوروتا، التي قضت عليها عصابة العناكب (والتي تعرف أيضاً بجماعة ريودان يتميز أفراد قبيلة كوروتا بأن أعينهم تتحول إلى اللون الأحمر القرمزي في حالة الغضب، وكانت أعينهم أثمن ممتلكاتهم، مما دفع عصابة العناكب إلى قتلهم وسرقة أعينهم، لذلك كانت جثث الموتى بلا أعين. وقد كرس كورابيكا حياته للقضاء على جماعة ريودان ثأراً وانتقاماً لما حدث لقبيلته. في البداية كان يستخدم سيفين كسلاح فعال، ثم بدلهما إلى سلسلة يتحكم فيها بقوة الرين في وقت لاحق، نوع الهاتسو لكورابيكا هو التجسد لكن عندما تتحول عيونه للون الأحمر يصبح نوعه التخصص
الأداء الصوتي: نوريكو هيداكا (الأوفا التجريبية)، يوكي كايدا (مسلسل 1999، باليابانية)، تغريد جرجور (مسلسل 1999، العربي)، ميوكي ساواشيرو (مسلسل 2011)

#### ليوريو

يوريو (ليوريو)

ليوريو بارادينايت (باليابانية: レオリオ＝パラディナイト، بالروماجي: Reorio Paradinaito)، لا يعرف الكثير عن هذا الشاب سوى أنه كان لديه صديق توفي من مرض عضال دون أن يتمكن ليوريو من شفائه، لذلك أراد الانضمام إلى امتحان الصيادين للحصول على المال الوفير، لكي يتمكن من دراسة الطب، وبالتالي مساعدة الآخرين دون أن يتقاضى منهم أجرا. لم يتقن النين كفاية والهاتسو الخاص به هو انبعاث (Emission).لذلك يعد ليوريو ضعيفاً مقارنة ببقية شخصيات المسلسل فيما يتعلق بالنين. ورغم هذا فقد ساعد اصدقائه كثيرا خصوصا غون وكيلوا. لم يظهر في ارك غريد لاند (Greed Island) و Kimera ants لكنه سيعود في آرك الانتخابات (13th Hunter Chairman Election arc).
الأداء الصوتي: نوبتوشي كانا (الأوفا التجريبية)، هيزومي غودا (مسلسل 1999، باليابانية)، زياد الرفاعي (مسلسل 1999، بالعربية)، كيجي فجيوارا (مسلسل 2011)

### شخصيات أخرى

#### هيسوكا
أول ظهور لهيسوكا كان في امتحان الصيادين عندما التقى غون والشخصيات الرئيسية، هيسوكا شخص قد يبدو شريرا لكنه يحمل في داخله قلبا حنون ولا يكتشف هذه الحقيقة إلا من راقب جميع تصرفاته وأحاسيسه بدقة متناهية، مهوس بقتال الأشخاص الأقوياء وهو قاتل بدم بارد، يبدو هيسوكا مهتما جدا بقتال غون الأمر الذي بدا واضحاً في برج السماء (سكاي ارينا) حيث نازل غون وكان يقاوم رغبته في قتل غون لأنه يريد أن ينتظر (الفاكهة حتى تنضج)أي ان ينتظر غون حتى يكبر ويصبح قويا لينازله، لاحقا يتبين أن هيسوكا انضم للعناكب فقط ليقاتل زعيمهم كورولو وخان الريودان بتعاونه مع عدوهم كورابيكا وزودوه بمعلومات عنهم من سوء حظ هيسوكا أن كورابيكا استعمل سلسله النين الخاصة به ضد كورولو الأمر الذي منعه من استعمال النين وحرم هيسوكا من قتاله، لكن هيسوكا رغم ذلك يساعد العناكب على إيجاد مزيل النين مقابل ان يبارز كورورو عندما تعود قوته إليه، نوع الهاتسو الخاص به هو التحويل وانه من أقوى الشخصيات
الأداء الصوتي: هيروكي تاكاهاشي (الياباني)، محمد حداقي (العربي)

#### كايتو
- الظهور الأول لكايتو كان في الحلقة الأولى وكان ذلك عندما انقذ جون من هجوم الدب الثعلب وهو من اخبر جون بان والده لا يزال على قيد الحياة وان والده قناص محترف وقد تدرب كايتو على يد جين والد غون تدريبا خاصا وقبل رحيله يترك كايتو وثيقة القناص الخاصة بـ جينج بين يدي جون يعد كايتو من اقوى الشخصيات في القصة
- نوع الهاتسو الخاص به هو التجسيد
- مقدرة النين : الشق المجنون (المهرج المجنون)
وهو عبارة عن روليت عشوائي ، مرقم من الرقم واحد إلى الرقم تسعة تظهر في قائمة بشكل مهرج ، في لحظة اختيار الرقم للسلاح المطابق ..
ومن ضمن اسلحته
- الشق المجنون -
- منجل الروليت -
وهو هجوم خاص يسمى رقصة الفالس الصامتة / Silent waltz أو بمعنى ڤالس اله الموت / A Death God's Walts ..
- العصا الرباعية للروليت -
- بندقية الروليت -
فقط القليل من الأسلحة التي شوهدت حاليا وهي تظهر وذلك لأن كايتو لم يستخدم السلاح المحدد بطريقة معينة فإنه لن يختفي ، المهرج في الشق المجنون يمكن أيضا أن يتكلم ويعلق على تصرفات ومزاج كايتو ومعرفة ما إذا كان خصم كايتو قويا ام لا. قُتل كايتو على يد نيفيلبيتو ثم أعيد بنائه كدمية معالجة لـ تدريب النمل
الأداء الصوتي: يوجي كيشي (الياباني)

#### هانزو
هانزو (باليابانية: ハンゾー) هو أحد شخصيات مسلسل الأنمي الشهير القناص وقد التحق بامتحان الصيد واجتازه بنجاح ويستعمل في القتال سيفًا يخرج من يده وقد تدرب هانزو على الفنون القتالية في سن مبكرة.
تتميز شخصية هانزو بالصرامة والحزم غير أن ذلك لا يمنع من أن يكون ثرثارا جدا.
الأداء الصوتي: يوشيرو ماتسيموتو (الياباني)

### الصيادون
هم مجموعة من الأشخاص الذي يمتلكون قدرات استثنائية، وقد تمكنوا بفضلها من اجتياز امتحان مخصص للصيادين والحصول على وثيقة الاحتراف، التي تمكنهم من عمل أشياء كثيرة والدخول إلى المناطق المحظورة بسهولة بالغة، ليتمكنوا من ممارسة هذه القدرات على أتم وجه. هؤلاء يمكنهم استخدام قوة النين، كما يكلفون عادة بتأدية المهام الخطرة والشاقة، في مقابل الحصول على مكافآت قيمة. ينقسم الصيادون إلى أقسام بحسب نوع الصيد الذي يمارسونه، فهناك من يصيد من أجل الحصول على الثروات والأموال، وهناك أيضاً من يحاول إنقاذ ومساعدة الناس.

### عصابة العناكب (جماعة ريودان)
(جيني ريودان الأسطوريون) مثلما وصفهم أحد افراد الانجو قبل قتالهم، هم مجموعه من القتلة واللصوص عديمي الرحمة والاقوياء جداً جمييعهم يتقنون أسلوب النين بشكل مبهر ومسقط رأس العصابة هو مدينة الشهب الساقطه أو ميترو سيتي اسست العصابة على يد زعيمهم كرولو لوسيلفر التي بدأها مع 6 افراد هم (ماتشي، باكوندا، فيتان، فرانكلين، أوبوجين، نوبوناغا) لاحقا زاد كرولو عدد الأعضاء إلى 13 عضو، نشاطاتهم الأساسية هي القتل والسرقة وأحيانا يقومون باعمال خيريه، طريقه الانضمام هي قتل عضو سابق والحلول محله مثلما فعل هيسوكا لكن أحيانا عندما يكون هناك مكان يمكن لكرولو وحده جلب عضو جديد مثل شقيق كيلوا الأصغر كالوتو.

### عائلة زولديك
هي عائلة مكونة بأكملها من القتلة المأجورين المحترفين، وهي العائلة ذاتها التي ينتمي إليها كيلوا. يدرب أفراد العائلة على فنون وأساليب القتال منذ صغرهم، كما يتميزون باتقانهم للنين بشكل مبهر ومحترف.

### الأصوات العربية
الممثلون
- أمل حويجة - غون ، بوكل
- زياد الرفاعي - يوريو ، ايلومي ، زينو ، كاسترو
- محمد خير أبو حسون - تومبا ، اوفو
- فاطمة سعد - شيزوكو ، باكوندا ، فيتان
- مأمون الفرخ - ساتوسو ، بودورو
- فدوى سليمان
- واصف الحلبي - سيلفا
- لمى هاشم - خالة غون (الصوت الأول)
- تغريد جرجور - كورابيكا ، ماتشي ، كاروتو
- محمود عثمان
- نغمة نبيل
- أميرة العاقل
- لينا ضوا - كيلوا
- محمد حداقي - هيسوكا ، هانزو ، والد نيون
- آمال سعد الدين - بونزو - خالة غون (الصوت 2
- سمر كوكش - ميش
- وائل شرف
- نضال حمادي - ميلكي
- آمنة عمر
- قاسم ملحو - جيني ريودان (الصوت الثاني)
- منصور السلطي - نوبونا (الصوت الثاني)
- أسيمة يوسف - غون (الصوت الثاني)
- يحيى الكفري - جيني ريودان (الصوت الأول)
- أنجي اليوسف - كناريا
- مجد ظاظا - زوشي ، نيون ، خالة كيلوا
- رأفت بازو - نيترو ، ريبو ، وينغ ، شالنارك
- عادل أبو حسون

## قوة النين
قوة النين هي عبارة عن هالة حيوية تطلقها الأجسام الحية، ويستلزم لإخراجها فتح نقاط القوة العشر داخل جسم الكائن الحي، ويستلزم لفعل هذا المرور بتدريبات أساسية لتمرين الجسم على ذلك، والتي تزداد صعوبتها بمرور الوقت. يمكن لكل شخص استخدام كمية محدودة من النين بحسب خبرته وقوته، ويمكن تجاوز هذا الحد بالخضوع لمزيد من التدريبات المبنية على التحمل. إضافة إلى ذلك، لكل شخص طاقة نين خاصة به، يمكن تصنيفها بحسب الأنواع المختلفة من النين، والتي تتحكم فيها بعض العوامل مثل الشخصية والسلوك.

### المبادئ الأساسية الأربعة
تين
تين (纏، تغليف) وهو القدرة على تشكيل غلاف من الهالة يمنعها من الخروج من الجسم بالكامل وبذلك يتجنب مستخدم النين الإرهاق بسبب نفاذ هالته، يستعمل التين في الدفاع والهجوم معا كما أنه يجعل الجسد أقسى إلى جانب إبطاء تأثيرات التقدم بالسن بشكل ملحوظ.

#### زيتسو
زيتسو (絕، كبح) وهي تقنية تسمح بإلغاء وكبح الهالة وإخماذها عبر إغلاق جميع مخارج النين (الشوكو)، وهي مناسبة لإخفاء تواجد المرء، وأيضًا التخلص من أكثر أسباب التعب الجسدي. ويمكن كشف مستعمل الزيتسو عبر تطبيق «الإن».

#### رين
رين (練، صقل) وهو تطبيق للتين وتقنية لتشكيل هالة قوية خاصّة من النين، وهذه القدرة ضرورية للرفع من قوة المرء. بواسطة الرين، بالإمكان استخراج هالة أكثر حول جسده دون أن تتسرب بالكامل (وهذا بفضل التين) مما يزيد من حجم الهالة وكثافتها. يستخدم الرين في الهجوم لأنه يعطي كمية كبيرة من الهالة لأجل استخدامها في  المهارات المتقدمة أو القدرات الخاصة.

#### هاتسو
هاتسو (發، تحرير) وهو تحرير الهالة بعد تعزيزها بالرين حيث تكون مصممة لحمل تقنية أو قدرة معينة. الهاتسو هو التعبير الشخصي لمستخدم النين الذي يشكل القدرات الفردية الخاصة به. الهاتسو الصحيح يجب أن يعكس الصفات الخاصة بالشخص.
ويتقسم الهاتسو بدوره إلى عدة أقسام:

#### التعزيز
المُعزز (強化系، كيُوكَاكِي) وهو القدرة على استخدام الهالة من أجل تقوية الأشياء الحقيقية وكذا أجزاء الجسم المختلفة. التعزيز هو أكثر الاصناف توازنًا بين الدفاع والهجوم كما أنه يستخدم في قدرات العلاج.
يُعرَف المعزز بأنه يزيد كمية المياه الموجودة في كأس الماء خلال اختبار معرفة صنف الهاتسو.
صفات المعززين: معظمهم لا يكذب ابدًا ولا يخفي أي شيء، وغالبًا ما تهيمن العواطف على كلامهم وأفعالهم، وعادة ما يكونون أنانيين جدًا ويركزون على أهدافهم دائمًا كما أنهم يتصفون بالجدية في معظم الأمور.
أمثلة عن بعض المعززين:
- غون
- أوفو
- فينكس
- نوبوناغا
- راموت

#### التحويل
المحول (変化系، هِنكَاكِي)، يستطيع المحول تغيير خاصيات هالته، ويستطيع أيضًا استعمال قدراته على الاشياء الحقيقية.. فمثلًا هيسوكا، استعمل خصائص هالته على الكرة التي التصقت بيد رايزر. صنف التحويل يشبه صنف التجسيد لكن الاختلاف بينهما جوهري، حيث أن المحول يستطيع نسخ صفات أي مادة، أما المجسد فيستطيع إنشاء أي مادة كاملة. يُعرَف المُحوّل من خلال اختبار معرفة صنف الهاتسو بأنه يغير من مذاق الماء.
صفات المحولين: كذابون، غريبو أطوار، ولديهم مواقف فريدة من نوعها، وغالبًا ما يكونون غشاشين، ومن النادر أن يكشفوا عن نواياهم الحقيقية.
أمثلة عن بعض المحولين:
- هيسوكا
- كيلوا
- سيلفا
- زينو
- ماتشي
- فيتان

#### التجسيد
المجسد (具現化系، غُوغِنكَاكِي) هي القدرة على تجسيد الهالة، يستطيع المجسد إظهار وتبديد قدراته حسب رغبته كما أنه الصنف الوحيد الذي يستطيع الناس العاديين (غير مستخدمين للنين) رؤيته. بإمكان المجسد أن يفصل قدراته عنه بدون الحاجة لصنف البعث كما أنه يستطيع إخفاء قدراته عن طريق الـ«الإن».
تحمل الأشياء المجسَّدة قدرات خاصة بداخلها، قدرات التجسيد خاصّة ومعقدة ولهذا يضطر أغلب المجسدين لوضع شروط عليها حتى يجعلوها أكثر قوة، أو يمكنهم استخدام القيد والقسم لجعلها لا تقهر وذلك بحسب صعوبة القيد والقسم.
ويُعرَف المُجسد أنه يشكل أشياء داخل الماء خلال اختبار معرفة صنف الهاتسو.
صفات المجسدين: عادةً ما يكونون أصحاب ضغط عالي (متوترين على الدوام)، وغالبًا ما يكونون بحالة حذر دائم ومستعدين لأي شيء، ملتزمين جدًا ونادرًا ما يقعون بأيّ فخ، والقدرة على تحليل الأمور بهدوء هي القوة الحقيقية للمجسدين.
أمثلة عن بعض المجسدين:
- كورابيكا
- كايتو
- شوت
- كورتوبي
- شيزوكو

#### البعث
الباعث (放出系، هُوتْشَتْسْكِي) قادر على بعث وإرسال هالته وفصلها عن جسده والحفاظ عليها لمدة طويلة كما أنه يستطيع التحكم بها وهي مفصولة عن جسده، يشبه الباعث المجسد من خلال قدرته على إنشاء دمى وكائنات ولكن الفرق بينهما أن الباعث يقوم بإنشاءها من هالة صافية ولا يتطلب التحكم المباشر بها صنف التلاعب مثل قدرة غورينو، أما التحكم غير المباشر (برمجتها على تصرفات معينة) فهو يتطلب صنف التلاعب، مثل دمى رايزر.
يُعرَف الباعث بأنه يغير لون الماء خلال اختبار معرفة صنف الهاتسو.
صفات الباعثين: عديمو صبر وغالبًا ما يكونون سريعي غضب ومن أصحاب الدم الحامي، يتشابهون مع المعززين بقدرتهم الكبيرة على الاندفاع ولكنهم يختلفون عنهم بأنهم يميلون لتهدئة أنفسهم والنسيان بسرعة.
أمثلة عن بعض الباعثين:
- فرانكلين
- رايزا
- بوكل
- ليوريو

#### التلاعب
المُتلاعب (操作系، سُوسَكِي) وهو استعمال الهالة للتحكم في الأجسام والمخلوقات. أفضلية المتلاعب تكون أساسًا في قدرته على التحكم بخصومه ولهذا درجة التحكم تحدد أساسًا عبر شرط يمكن أن يشكل خطرًا على المتحكم (مثل زرع الإبر في جسد الخصم)، وكلما زاد الخطر زادت درجة التحكم.
يُعرَف المتلاعب بأنه يحرك الورقة العائمة في الماء خلال اختبار معرفة صنف الهاتسو.
صفات المتلاعبين: هم أُناس منطقيون ويحافظون دائمًا على سلامهم الشخصي، ويميلون للحفاظ على أحبائهم وأسرارهم آمنين، ومن ناحية أخرى فهم لا يعتمدون على أي أحد ويسعون لتحقيق أهدافهم الشخصية بمفردهم.
أمثلة عن بعض المتلاعبين:
- شالنارك
- ايلومي
- كالوتو
- سكوالا

### التخصص
متخصص (特質系، تُوكُشِتْسْكِي) وهو من يملك هالات مميزة لا تنتمي لأيّ فئة من الفئات الخمس المذكورة أعلاه، فمثلًا كورلو، يقوم بسرقة قدرات النين (بشرط أن يحقق الشروط الموضوعة) وكورابيكا يسمح له باستخدام جميع أنواع الهاتسو بنسبة 100% (حين يكون بالطور الإمبراطور)، ونيون تقوم بالنبوءة أي توقع المستقبل (بعد تحقيق الشروط)، المتخصصين أصحاب قدرات غامضة، وتكون في الغالب قدرة فطرية فلا يمكن لشخص ما أن يقرر تعلم الاختصاص عكس الأنواع الأخرى والمتحكمين والمجسدين هم أقرب الناس للحصول على قدرة من هذا النوع في وقت لاحق، ولهذا السبب تم وضعها في أسفل جدول النين.
يُعرَف المختص بأنه يحدث تأثيرات مختلفة عن باقي الأصناف في اختبار معرفة صنف الهاتسو.
صفات المختصين: أصحاب شخصيات مستقلة وجذابة، نشأوا في ظروف متطرفة، لن يخبروك بأي شيء مهم لهم، ويمتنعون من تكوين صداقات، ولكن بسبب قوة حضورهم و(الكاريزما الَّتي يملكونها) فهم دائمًا محاطين بالعديد من الناس.
أمثلة عن بعض المختصين:
- كورلو
- نيفربيتو
- نيون
- باكونودا
- كورابيكا (في طور الإمبراطور)

## الوسائط

### المانغا
يعتبر القناص أحد أنجح أعمال يوشيهيرو توغاشي، وقد تم بيع أكثر من 500 مليون نسخة من المانغا في اليابان وحده. كذلك، فقد ترجمت المانغا إلى عدة لغات، ونتيجة لهذه الشهرة، تكون منها مسلسل أنمي ناجح عالمياً، استكمل لاحقاً بثلاثة أجزاء أوفا.

### الأنمي

#### إصدار 1999

شعار الدبلجة العربية

شعار أنمي القناص باليابانية كما يظهر في الافتتاحية الأصلية

تحولت المانغا إلى أنمي مكون من 62 حلقة، بحيث تستمر كل حلقة لمدة 23 دقيقة، بدأ عرضه في اليابان عام 1998م، واستمر عرضه لمدة ثلاث سنوات تقريباً. قدم المسلسل مختصراً للمانغا، وأضاف بعض المعلومات الجديدة إليها، فقد وجدت العديد من الشخصيات وبعض الأجزاء التي لم تذكر في المانغا نفسها. انتهى الأنمي قرب انتهاء الجزء الرابع المتعلق بعصابة ريودان، بينما استكملت القصة على ثلاثة أجزاء من الأوفا، بما فيها الحلقات النهائية للجزء الرابع.
عرض الأنمي في بقاع مختلفة من العالم، بما فيها الشرق الأوسط بواسطة قناة سبيس تون عام 2003، والتي عرضت مسلسلاً مدبلجاً من قبل مركز الزهرة ذو اسم معرب. عرضت النسخة العربية 70 حلقة (62 حلقة من الجزء الأصلي الأول إضافة إلى أول 8 حلقات من الأوفا الأول)، وقد تعرض الأنمي لبعض التقطيع والحذف كون المسلسل عُرض على قناة سبيستون وليس على سبيس باور الشبابية.
في عام 2006م، دخل أنمي القناص ضمن قائمة أفضل 100 أنمي في اليابان التي أعدتها محطة "TV Asahi"، حيث احتل المركز الثامن والعشرين، بناءً على تصويت متابعي الأنمي.[بحاجة لمصدر]

#### إصدار 2011
بدأ عرض هذا الإصدار في 2 أكتوبر 2011 على قناة تلفزيون نيبون (Nippon TV) في إنتاج سلسلة جديدة للقناص، وبدلاً من الاستمرار في القصة من نهاية الأوفا أُعيد إنتاج الأنمي من بداية المانغا وذلك محاولةً لتصحيح أخطاء النسخة السابقة التي حادت عن محتوى المانجا كثيرًا، حيث أن نسخة أنمي 1999 لم تظهر كامل معركة كاستو وهيسوكا، واختزلت كثيرًا أحداث قصة العناكب وجزيرة الطمع (وتدهورت جودة التحريك مع سلسلة الحلقات من نهاية قصة جزيرة الطمع، كما أنها أضافت بعض الحلقات الزائدة عن المانغا في اختبار الصيادين.
الأنمي الجديد من إخراج هيروشي كوجينا ومن كتابة أتسوشي مايكاوا، وتسوتومو كاميشيرو، وتصميم الشخصيات للنسخة الجديدة وكّل إلى تاكاهيرو يوشيماتسو.
شملت هذه النسخة الجديدة أحداث المانغا حتى الفصل 339، وغطّت المحاور التالية من القصة؛ امتحان الصيادين، عائلة زولديك، برج السماء، يورك شين وغيني ريودان، لعبة جزيرة الطمع، نمل الكيميرا، وانتخابات رئيس الصيادين وخاتمة رحلة غون وكيلوا. تجنّب الأنمي الجديد أحداث المحور الحالي من المانغا الذي يدور حول الرحلة نحو القارة المظلمة ذلك لكون القصة لم تنته بعد في المانغا.

### الأفلام

#### الشبح القرمزي
أُعلن في مارس 2012 عن فيلم الشبح القرمزي من تأليف مؤلف المانغا نفسه يوشيهيرو توغاشي، وعُرض في السينما اليابانية بتاريخ 12 يناير 2013. يتناول الفيلم قصة قبيلة كورابيكا التي أُبيدت من قبل عصابة غيني ريودان، ومواجهة كورابيكا للعنكبوت الرابع الذي سبق هيسوكا في المنصب والذي يريد انتزاع عينيه القرمزتين.

#### المهمة الأخيرة
أعلن عن فيلم ثانٍ يحمل اسم المهمة الأخيرة، وعُرض في السينما اليابانية بتاريخ 27 ديسمبر 2013، وتم إصدار أقراص البلوري والديفيدي الخاصة به بتاريخ 27 يوليو 2014

### المسرحيات

مقطع من إحدى المسرحيات الموسيقية المقتبسة من المانغا، حيث يظهر مؤدو الأصوات في عرض راقص، وهم (بالترتيب من اليمين إلى اليسار): يوكي كايدا (كورابيكا)، جونكو تاكياتشي (غون)، هيروكي تاكاهاشي (هيسوكا)، كيناكو ميتسوهاشي (كيلوا)، هيزومي غودا (يوريو)

مثّل ممثلو الأصوات الأصليين للأنمي في عدة مسرحيات مشتقة من المانغا والأنمي، حيث عملت في البداية ثلاث مسرحيات موسيقية تحمل بعض الاختلافات بالقصة الأصلية، إلا أنها شملت جوانباً فكاهية وموسيقية عديدة.
أما المسرحية الرابعة، فكانت تدور حول أحداث الجزء الرابع، إلا أن هذه المسرحية بعكس سابقتها، تميزت بجو درامي وانعدام العروض الموسيقية.

### ألعاب الفيديو
معظم ألعاب الفيديو التي تتعلق بالقناص كانت تدور أحداثها في جزيرة الجشع، بسبب التقارب في المضمون. كذلك، استخدمت الشخصيات في لعبتي فيديو في نينتندو دي إس. إضافة إلى ذلك، كونت لعبة لبطاقات المبادلة الخاصة بالقناص.

## المميزات

### الرسوم والمؤثرات
لجأ توغاشي إلى الظرافة في رسم بعض الشخصيات، منها الرئيسية بشكل خاص، ولعل ذلك يعود إلى الفئة العمرية التي تعود إليها هذه الشخصيات، ولإكساب المانغا جو فكاهي متوازن. وبالمقابل، رسمت بعض الشخصيات ذات هيئات أو ملامح قاسية وشديدة. وأهم ما يميز طريقة الرسم في المانغا هو التفصيل الدقيق من ناحية أشكال الأسلحة، وملابس الشخصيات، حيث صممت لكي تتلاءم مع بيئة الشخصية وخلفيتها، إضافة إلى المناظر الخلفية.
لكن، وجدت بعض الارتباكات بسبب طريقة الرسم، حيث كانت ترسم بعض الشخصيات بملامح أنثوية برغم كونها ذكوراً في الأصل، وهذا ينطبق أيضاً على بعض الإناث.كأغلبية الرسومات اليابانية ولكان يختلف الأمر عند توغاشي فرغم المظهر الأنثوي تتسم الشخصية بالقسوة والبرود.

### الخيال العلمي
اعتمد المانغا بشكل كبير على الخيال العلمي، حيث أن الأحداث تجري في عالم غريب مختفٍ عن أعين العامة، ومحصور على مجموعة صغيرة من الناس، هم الصيادين أو من لهم علاقة بذلك، أي أنه يفتح آفاقاً جديدة دون أن يمس بالعالم الخارجي أو يؤثر فيه بشكل مباشر. وقد كان هذا ضرورياً لصنع قصة جديدة تحمل نوعاً من العمق والغرابة، والتي تكون مختلفة عن قصص المانغا المنتشرة. فالوحوش أو المناطق التي عرضت خلال جزء امتحان الصيد، إضافة إلى بعض المواد المستخدمة تعتبر أبرز الأمثلة على ذلك.

### إضافات خاصة

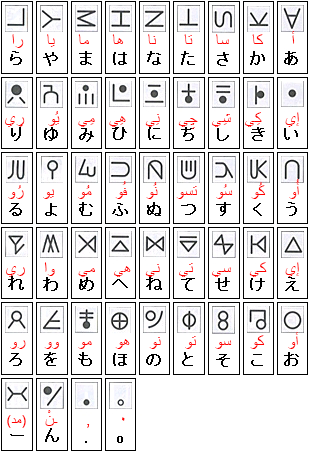
قائمة بالحروف الأبجدية في اللغة المستخدمة في القناص، وأعلاها هي الحروف اليابانية التي تقابلها في اللفظ

#### اللغة
ابتكرت لغة خاصة بالمانغا، لها أشكال رباعية أو دائرية في تراتيب معينة، حيث أن لكل حرف في هذه اللغة الجديدة ما يقابلها في اللغة اليابانية، وقد عرضت أيضاً كاللغة المستخدمة في حلقات الأنمي.

#### خريطة العالم
تميزت الخريطة المستخدمة في المانغا والأنمي بوجود جميع القارات المعروفة مقلوبة أو متناثرة في أجزاء مختلفة وبعيدة عن موقعها الأصلي، فمثلاً، توجد قارة أفريقيا في وضع مائل نوعاً ما في الجزء الغربي من الخريطة، بجانب قارة أمريكا الجنوبية، التي توجد في وضع مقلوب ومتوازي بالقارة السابقة.

#### قوانين المزاد
في الجزء الرابع من القصة، يوجد مزاد ضخم مختص بالصيادين والأثرياء، وقد بنيت قوانين المزاد على طبيعة المواد التي يتم بيعها والمشاركين فيها، حيث ترتبط بشكل كبير بالسوق السوداء. وتختلف القوانين بحسب نوع المزاد أو البيع، فهناك مثلاً المزاد المشروط، حيث يجب على الراغبين في الشراء تحقيق الشروط التي وضعها البائع، ويحق لمن يستوفيها بأعلى درجة ممكنة شرائها. إلى جانب ذلك، تخضع معظم المواد والأشياء المعروضة للبيع لمجموعة من الاختبارات والفحوصات من قبل الخبراء للتأكد من صلاحيتها واثبات حقيقتها، خاصة إن كانت الأشياء الثمينة محبوسة داخل غلافٍ قاسٍ.

## وصلات خارجية
- القناص على موقع ANN manga (الإنجليزية)

- الموقع الرسمي الأنمي للقناص (2011) باللغة اليابانية